# تپه خرمن یری بزرگ
تپه خرمن یری بزرگ در شهرستان خدابنده، بخش سجاسرود شرق، روستای نهروان واقع شده و این اثر در تاریخ ۷ مهر ۱۳۸۱ با شمارهٔ ثبت ۶۲۱۱ به‌عنوان یکی از آثار ملی ایران به ثبت رسیده است.